# God Only Knows
„God Only Knows“ je píseň americké skupiny The Beach Boys, která poprvé vyšla 16. května roku 1966 na jejich jedenáctém studiovém albu nazvaném Pet Sounds. Dne 11. července téhož roku pak vyšla jako B-strana jejich singlu „Wouldn't It Be Nice“. Autorem písně je Brian Wilson, který je rovněž jejím producentem, společně s textařem Tonym Asherem. V roce 1984 nahrál vlastní verzi této písně anglický zpěvák David Bowie a vydal ji na svém albu Tonight. Časopis Rolling Stone píseň zařadil na 25. příčku v žebříčku 500 nejlepších písní všech dob. Roku 2014 byl společností BBC natočen videoklip k nové verzi této písně, ve kterém se představili například Elton John, Brian May, Chrissie Hynde nebo samotný Brian Wilson. Píseň se objevila i ve filmech, jako třeba Scooby-Doo, Láska nebeská, nebo v 746. dílu seriálu Ordinace v růžové zahradě 2.

## Obsazení
Seznam zpracoval archivář kapely Craig Slowinski.
The Beach Boys
- Bruce Johnston – doprovodné vokály
- Brian Wilson – doprovodné vokály
- Carl Wilson – hlavní vokál, 12strunná elektrická kytara

Host
- Terry Melcher – tamburína

| Session hudebníci (známí jako "The Wrecking Crew") - Hal Blaine – bicí a rolničky - Carl Fortina – akordeon - Jim Gordon – plastové kelímky od pomerančového džusu - Bill Green – flétna a altová flétna - Leonard Hartman – klarinet a basový klarinet | - Jim Horn – flétna a altová flétna - Carol Kaye – 12strunná elektrická kytara - Larry Knechtel – cembalo - Jay Migliori – klarinet - Frank Morocco – akordeon | - Ray Pohlman – elektrická basová kytara - Don Randi – tack piano s preparovaným klavírem - Alan Robinson – lesní roh - Lyle Ritz – kontrabas |

The Sid Sharp Strings
- Jesse Erlich – violoncello
- Leonard Malarsky – housle
- Sid Sharp – housle
- Darrel Terwilliger – viola

Technický personál
- Chuck Britz – inženýr
- Ralph Valentin – inženýr (vokály)
- Don T. (nejisté) – pomocný inženýr (vokály)